# Myadestes unicolor
El clarín unicolor o solitario unicolor (Myadestes unicolor)  es una especie de ave paseriforme de la familia Turdidae. Es nativo de América Central.

## Distribución y hábitat
Su área de distribución incluye Belice, El Salvador, Guatemala, Honduras, México y Nicaragua. Su hábitat natural incluye bosque húmedo tropical y subtropical.
Se le puede encontrar en bosques nublados por encima de 1000 metros sobre el nivel del mar. 

## Comportamiento
No frecuenta los espacios abiertos sino prefiere moverse entre la vegetación densa. Su canto es melodioso y recuerda una armónica.

## Subespecies
Se distinguen las siguientes subespecies:
- Myadestes unicolor unicolor
- Myadestes unicolor pallens